# 中部地方の重要文化財一覧
中部地方の重要文化財一覧（ちゅうぶちほうのじゅうようぶんかざい いちらん）
本項は、日本国の文化財保護法に基づき同国の文部科学大臣が指定した重要文化財（美術工芸品）の一覧である。本一覧には中部地方9県所在分を収録する。

## 凡例

### 収録対象
- 本一覧の収録対象は、日本の文化財保護法第27条第1項に基づき文部科学大臣が指定した重要文化財のうち、「美術工芸品」に分類されるものである。重要文化財のうち「建造物」については、本一覧には収録していない。
- 中部地方にある重要文化財建造物については、別項「中部地方にある建造物の重要文化財一覧」を参照。
- ○印を付した物件は国宝である。なお、文化財保護法の規定では、国宝は重要文化財指定物件のうちから指定することとされている（同法第27条第2項）。
- 3件以上の重要文化財を有する社寺、博物館等で、ウィキペディア日本語版に記事があり、かつ、記事中に当該社寺、博物館等所有の文化財一覧が含まれている場合は、記事へのリンクのみを掲載した。これに該当する社寺、博物館等については、「一覧 (1)」に収録した。
- 日本国（文化庁）所有の考古資料のうち、出土地の地方公共団体によって保管・管理されているものについては、実際の保管先である都道府県の欄に記載した（例：「深鉢形土器 新潟県堂平遺跡出土」は、文化庁の所在地である東京都の欄ではなく、保管先である新潟県の欄に記載）。ただし、個人コレクション等からの購入によって日本国（文化庁）所有となった考古資料については上記に該当しない。
- 所有者が宗教法人・公益法人以外の法人（株式会社等）である場合は、法人名を省略し、単に「法人」と表記した。ただし、当該法人がギャラリー、資料館等を開設し、自ら文化財の公開を行っている場合はこの限りでない。
- 所有者の住所と文化財の保管場所とは必ずしも同一とは限らない。（例：徳川美術館所蔵の国宝・重要文化財については、保管先は愛知県名古屋市の同美術館であるが、所有者（公益財団法人徳川黎明会）の住所は東京都豊島区であり、統計上は東京都にカウントされている。）また、社寺、個人等所有の国宝・重要文化財については、国立・県立の博物館等に寄託されているものが多い。
- 文化庁の調査により「所在不明」とされている重要文化財については、「（所在不明）」と記し、旧所在地の都道府県の欄に収録した。[1]

### 典拠
- 2000年までの指定物件については文化庁編『国宝・重要文化財総合目録』（第一法規、1980）および『国宝・重要文化財大全 別巻』（所有者別総合目録・名称総索引・統計資料）（毎日新聞社、2000）を典拠とし、それ以降の新規指定、名称変更等については官報告示による。なお、所有者・所在場所の変更については、移動先の地方公共団体の文化財一覧、博物館の公式サイト等によって確認できる場合には、それを反映している。
- 個人所有物件については、原則的には『国宝・重要文化財大全 別巻』（所有者別総合目録・名称総索引・統計資料）に基づき、該当する都道府県の欄の最後に記載した。ただし、県境を越えての移動、個人から博物館等への所蔵先変更が、移動先の地方公共団体の文化財一覧、博物館の公式サイト等によって確認できる場合には、それを反映している。

## 新潟県
日本国（文化庁）所有
- 深鉢形土器 2箇 新潟県堂平遺跡出土 縄文時代（津南町歴史民俗資料館保管）

新潟県（新潟県立歴史博物館保管）
- 越後文書宝翰集（705通）44巻

敦井美術館 新潟市中央区東大通
- 彩磁禽果文花瓶 板谷波山作

法光院 新潟市中央区沼垂東
- 絹本著色不動明王二童子像

茂林寺 新潟市秋葉区小須戸
- 木造地蔵菩薩半跏像

 北方文化博物館  新潟市江南区沢海
- 雪村友梅墨蹟

金仙寺 新潟市西蒲区竹野町
- 越後国菖蒲塚古墳経塚出土品

無為信寺 阿賀野市下条町
- 金剛頂経曼殊室利菩薩五字心陀羅尼品 淳祐筆
- 悉曇集記 淳祐筆
- 藤原氏系図

新発田市
- 新潟県村尻遺跡出土品（弥生時代）

胎内市
- 越後国奥山庄波月條絵図 巻末建治三年四月二十八日沙弥道円譲状案等3通

村上市（縄文の里・朝日 奥三面歴史交流館保管）
- 新潟県元屋敷遺跡出土品（縄文時代）

彌彦神社 西蒲原郡弥彦村弥彦
- 大太刀 銘南無正八幡大菩薩右恵門烝家盛 南無唵摩利支天源定重応永廿二年十二月日
- 鉄仏餉鉢 嘉暦二年銘

長岡市（長岡市馬高縄文館保管）
- 新潟県馬高遺跡出土品

長岡市（長岡市立科学博物館保管）
- 新潟県小瀬ヶ沢洞窟遺跡出土品（縄文時代）
- 新潟県室谷洞窟遺跡出土品（縄文時代）

西照寺 長岡市上岩井
- 木造親鸞聖人坐像

貞観園保存会 柏崎市高柳町岡野町
- 木造薬師如来立像
- 絹本墨画雪梅図 呉太素筆 白雲自悦賛
- 寂室元光墨蹟
- 一山一寧墨蹟

 妙高寺  小千谷市川井
- 木造愛染明王坐像

乗蓮寺 三条市東裏館
- 木造阿弥陀如来立像

十日町市（十日町市博物館保管）
- ○新潟県笹山遺跡出土深鉢形土器 57点（附：土器・土製品類72点、石器・石製品類791点、ベンガラ塊8点）

円福寺 魚沼市佐梨
- 木造阿弥陀如来坐像（建保二年銘）・木造多聞天立像[2]）

津南町（津南町歴史民俗資料館保管）
- 新潟県本ノ木遺跡出土品[3][4]

 五智国分寺  上越市五智　
- 木造大日如来坐像（上越市虫生岩戸 明静院所在）

 称念寺  上越市寺町
- 木造一鎮倚像 像内納入木札に文和三年の記あり

善導寺 上越市寺町
- 木造善導大師立像

医王寺 上越市大貫
- 銅造如来坐像

関山神社 妙高市関山
- 銅造菩薩立像

宝伝寺 糸魚川市清崎
- 木造十一面観音立像（糸魚川市水保 観音堂所在）

 能生白山神社  糸魚川市能生　
- 木造聖観音立像

佐渡市（相川郷土博物館保管）
- 新潟県佐渡奉行所跡出土品

長安寺 佐渡市久知河内
- 木造阿弥陀如来坐像
- 銅鐘（朝鮮鐘）

本光寺 佐渡市泉
- 木造聖観音立像

国分寺 佐渡市国分寺
- 木造薬師如来坐像

妙宣寺 佐渡市阿仏坊
- 日蓮聖人筆書状 3巻
- 細字法華経（一部）1巻 日野資朝筆、元徳二年奥書

長谷寺 佐渡市長谷
- 木造十一面観音立像3躯

竜吟寺 佐渡市二見
- 金銅聖観音立像

神宮寺 佐渡市新穂井内
- 銅鐘 永仁三年銘

個人
- 大般若経巻第四百六十八残巻（神亀五年五月十五日長王願経）

個人
- 太刀 銘真利（1942年指定）

個人
- 佐渡新穂遺跡出土品

個人
- 良寛遺墨（阿部家伝来）

## 富山県
富山県（富山県 立山博物館保管）
- 銅錫杖頭 附:鉄剣 剱岳頂上発見
- 銅造帝釈天立像 寛喜二年銘

富山県（富山県埋蔵文化財センター保管）
- 富山県境A遺跡出土品（縄文時代）

秋水美術館 富山市千石町
- 太刀 銘吉家作（1955年指定）[5]
- 太刀 銘次忠（1953年指定）
- 太刀 銘一助成（1936年指定）
- 脇指 無銘 伝正宗（1953年指定）
- 太刀 銘真守造（1953年指定）
- 刀 銘住東叡山忍岡辺長曽祢虎入道 寛文拾一年二月吉祥日

 本法寺  富山市八尾町宮腰
- 絹本著色法華経曼荼羅図 21幅

海岸寺 富山市梅沢町
- 仏祖正伝菩薩戒教授文 瑩山紹瑾筆

常楽寺 富山市婦中町千里
- 木造聖観音立像
- 木造十一面観音立像

 瑞龍寺  高岡市関本町
- 後陽成院宸翰御消息

 大法寺  高岡市利屋町
- 紙本著色一塔両尊像・紙本著色日蓮像・紙本著色鬼子母神十羅刹女像・絹本著色三十番神像 長谷川信春（等伯）筆 永禄九年（三十番神像）、同七年（他3幅）

 勝興寺  高岡市伏木古国府
- 紙本金地著色洛中洛外図 六曲一双

総持寺 高岡市関町
- 木造千手観音坐像 正平八年仏師幸賀、頼真等の銘あり

射水神社 高岡市二上谷内
- 木造男神坐像

高樹会 射水市鏡宮
- 石黒信由関係資料（射水市新湊博物館保管）

常福寺 砺波市大窪
- 木造阿弥陀如来立像

安居寺 南砺市安居
- 木造聖観音立像

瑞泉寺 南砺市井波
- 後花園天皇宸翰消息
- 綽如上人勧進状

 雄山神社  中新川郡立山町芦峅寺
- 木造慈興上人坐像

 日石寺  中新川郡上市町大岩　
- 大岩日石寺磨崖仏

個人
- 飛青磁柑子口花生
- 金襴手花鳥文瓢形花生

個人
- 銅錫杖頭 富山県大日岳発見

個人
- 太刀 銘国資（1939年指定）（所在不明）
- 太刀 銘備中以下切（1952年指定）（所在不明）
- 短刀 銘安吉（1949年指定[6]）（所在不明）

個人
- 硬玉製大珠 富山県氷見市朝日貝塚出土

## 石川県

### 一覧 (1)
3件以上の重要文化財を有する社寺、博物館等で、ウィキペディア日本語版に記事があり、かつ、記事中に当該社寺、博物館等所有の文化財一覧が含まれているものについては、本欄に記載する。
以下の社寺、博物館等が所蔵する重要文化財については、リンク先の当該社寺、博物館等の項目を参照のこと。
- 石川県立美術館
- 金沢市立中村記念美術館
- 白山比咩神社
- 大乗寺

### 一覧 (2)
一覧 (1) に記載した以外の社寺等所有の文化財については以下に記載する。
石川県
- 石川県立美術館保管分は同館の項を参照

石川県（石川県立歴史博物館保管）
- 春日懐紙（紙背春日本万葉集）17枚

石川県（石川県埋蔵文化財センター保管）
- 加賀郡牓示札 石川県加茂遺跡出土（古文書）

金沢市
- 金沢市立中村記念美術館保管分は同館の項を参照

金沢市（金沢市埋蔵文化財センター保管）
- 石川県中屋サワ遺跡出土品

北陸大学　金沢市太陽が丘
- 備前矢筈口耳付水指

 伏見寺  金沢市寺町
- 銅造阿弥陀如来坐像

尾山神社 金沢市尾山町
- 蒔絵朱鞘大小刀

心蓮社 金沢市山の上町
- 絹本著色阿弥陀三尊来迎図

小松市
- 石川県矢田野エジリ古墳出土埴輪
- 石川県八日市地方遺跡出土品（弥生時代）（小松市埋蔵文化財センター保管）

多太神社 小松市上本折町
- 兜、袖、臑当

小松天満宮 小松市天神町
- 琴棋書画沈金文台・花鳥沈金硯箱

聖徳寺 小松市日末町
- 往生要集 中 長徳二年僧長胤書写奥書

津波倉神社 小松市津波倉町
- 木造獅子頭 元亨二年銘

本誓寺 白山市東一番町
- 大般若経 巻第二百四十九

林西寺 白山市白峰イ
- 銅造十一面観音立像

菅生石部神社 加賀市大聖寺敷地
- 蒔絵角赤手箱
- 正親町天皇宸翰詠草 永禄四年八月十五日夜三条西公条点

医王寺 加賀市山中温泉薬師町
- 陶製金剛童子立像

野々市市（野々市市ふるさと歴史館保管）
- 石川県御経塚遺跡出土品（縄文時代）

豊財院 羽咋市白瀬町
- 木造十一面観音立像
- 木造聖観音立像
- 木造馬頭観音立像

 永光寺  羽咋市酒井町
- 瑩山紹瑾筆洞谷山置文（附:瑩山紹瑾所用木印）

気多大社 羽咋市寺家町
- 後奈良天皇女房奉書

 正覚院  羽咋市寺家町
- 木造阿弥陀如来坐像

妙成寺 羽咋市滝谷町
- 山水蒔絵机
- 山水蒔絵料紙箱

西念寺 七尾市小島町
- 刺繍阿弥陀三尊像

長齢寺 七尾市小島町
- 絹本著色前田利春像

久麻加夫都阿良加志比古神社 七尾市中島町宮前
- 木造久麻加夫都阿良加志比古神坐像

海門寺 七尾市大田町
- 木造千手観音坐像 保元三年寂勝作

 重蔵神社  輪島市河井町　
- 木造菩薩面

法住寺 珠洲市宝立町春日野
- 木造不動明王坐像（天野社護摩所旧本尊）

 須須神社  珠洲市三崎町寺家
- 木造男神坐像 5躯

中能登町
- 石川県雨の宮一号墳出土品

本土寺 鹿島郡中能登町西馬場
- 絹本著色観音経絵 2幅

高爪神社 羽咋郡志賀町大福寺
- 木板彩画懸仏6面（高爪大明神・若王子・伊須留岐権現・八幡大菩薩・気多大明神・白山妙理権現）各裏面に建治元年九月九日、願主伝燈大法師祐禅の墨書銘がある

能登町
- 石川県真脇遺跡出土品（縄文時代）

薬師寺 鳳珠郡能登町布浦
- 銅造如来及両脇侍像

法華寺 鳳珠郡能登町柳田
- 木造不動明王坐像

松岡寺 鳳珠郡能登町松波
- 木造聖徳太子立像

法人
- 後深草天皇宸翰消息（九月十八日花押）

個人
- 紙本著色三十六歌仙切（忠視）佐竹家伝来

個人
- 紙本著色三十六歌仙切（朝忠）佐竹家伝来[7]

個人
- 作庭記

個人
- 紺紙金字法華経 巻第四 平清盛平頼盛筆

個人
- 兀庵普寧墨蹟 大慧宗杲答呂舎人法語

個人
- 紙本著色天狗草紙（園城寺巻）
- 関白内大臣家歌合
- 古今和歌集（清輔本）
- 山家心中集

個人
- 斎宮女御集断簡（小島切）1帖

個人
- 秋野蒔絵硯箱

個人
- 陶製茶碗 銘筒井筒
- 埴輪犬 群馬県佐波郡境町上武士天神山出土
- 埴輪男子立像 群馬県佐波郡境町上武士天神山出土

個人
- 染付竜文瓶（白衣）（安南）

## 福井県

### 一覧 (1)
3件以上の重要文化財を有する社寺、博物館等で、ウィキペディア日本語版に記事があり、かつ、記事中に当該社寺、博物館等所有の文化財一覧が含まれているものについては、本欄に記載する。
以下の社寺等が所蔵する重要文化財については、リンク先の当該社寺等の項目を参照のこと。
- 永平寺
- 西福寺 (敦賀市)
- 瀧谷寺
- 羽賀寺
- 藤島神社
- 萬徳寺
- 明通寺

### 一覧 (2)
一覧 (1) に記載した以外の社寺等所有の文化財については以下に記載する。
福井県（福井県立若狭歴史博物館保管）
- 福井県鳥浜貝塚出土品
- 世界及日本図 八曲屏風一双（歴史資料）

福井県（福井県立一乗谷朝倉氏遺跡資料館保管）
- 福井県一乗谷朝倉氏遺跡出土品

福井県（福井県教育庁埋蔵文化財調査センター保管）
- 福井県林・藤島遺跡出土品（弥生時代）

浄得寺 福井市西木田
- 世界及日本図

 大安寺  福井市田ノ谷町
- 絹本著色羅漢図 2幅

安養寺 福井市足羽　　　　　　　　
- 絹本著色阿弥陀三尊二十五菩薩来迎図

心月寺 福井市足羽
- 絹本著色朝倉敏景像

二上区 福井市二上町
- 木造十一面観音立像

加多志波神社 鯖江市川島町
- 木造追儺面（父鬼、子鬼）2面 附 木造追儺面（母鬼）1面

性海寺 坂井市三国町南本町　
- 絹本著色地蔵菩薩像

大善寺 坂井市坂井町下兵庫
- 金銅孔雀文磬 建長三年銘

称念寺  坂井市丸岡町長崎
- 絹本著色他阿上人真教像

あわら市
- 福井県桑野遺跡出土品（縄文時代）

大虫神社  越前市大虫町　
- 木造男神坐像 2躯（伝天津日高日子穂穂出見命像、伝塩椎神像）

引接寺 越前市京町　
- 金銀鍍菊花文散銅水瓶

本覚寺 吉田郡永平寺町東古市
- 絹本著色仏涅槃図 嘉暦三年良全筆

八坂神社 丹生郡越前町天王
- 木造阿弥陀如来坐像・木造阿弥陀如来坐像・木造釈迦如来坐像・木造菩薩形坐像（附 木造光背1面）

剱神社 丹生郡越前町織田
- ○梵鐘 神護景雲四年銘
- 絹本著色八相涅槃図（附 涅槃講式断簡）

 常宮神社  敦賀市常宮　
- ○朝鮮鐘

 若狭神宮寺  小浜市神宮寺
- 木造男神・女神坐像

 多田寺  小浜市多田
- 木造薬師如来立像・木造十一面観音立像（伝・日光菩薩）・木造菩薩立像（伝・月光菩薩）

 長源寺  小浜市小浜酒井　
- 絹本著色弥勒菩薩像

 妙楽寺  小浜市野代
- 木造千手観音立像

 若狭国分寺  小浜市国分
- 木造薬師如来坐像

若狭彦神社 小浜市遠敷
- 詔戸次第
- 太刀 銘宗（以下一字不明、伝宗近）

竜前区 小浜市竜前
- 銅造薬師如来立像（竜前薬師堂所在）宝治二年銘

遠敷一区 小浜市遠敷
- 大般若経 600巻

谷田寺 小浜市谷田部
- 木造千手観音立像（附:木造不動明王立像・毘沙門天立像）

圓照寺 小浜市尾崎
- 木造大日如来坐像
- 木造不動明王立像

高成寺 小浜市青井
- 木造千手観音立像
- 印可状（建武四年十二月梵竺仙とあり）（附 紙本墨書履践集（観応二年八月法延の自序あり）1冊、紙本墨書大高重成状（五月十三日とあり）1幅、絹本著色大年和尚図（弘治二年の賛あり）1幅）

 正林庵  小浜市太良庄
- 銅造如意輪観音半跏像

加茂神社 小浜市加茂
- 木造千手観音立像

長慶院 小浜市堅海
- 木造観音菩薩坐像

青蓮寺 三方郡美浜町佐柿
- 木造観音菩薩立像

安楽寺 三方上中郡若狭町無悪
- 木造聖観音立像

法順寺 三方上中郡若狭町脇袋
- 木造十一面観音立像

 意足寺  大飯郡おおい町万願寺
- 木造千手観音立像（附:紙本墨書千手千眼陀羅尼経 応徳元年加点奥書）

常禅寺 大飯郡おおい町大島
- 木造不動明王坐像

長楽寺 大飯郡おおい町大島
- 木造阿弥陀如来坐像
- 木造多聞天立像

清雲寺 大飯郡おおい町大島
- 木造毘沙門天・吉祥天・善膩師童子立像

 馬居寺  大飯郡高浜町馬居寺　
- 木造馬頭観音坐像

中山寺 大飯郡高浜町中山
- 木造馬頭観音坐像
- 木造金剛力士立像 2躯

個人
- 奥の細道 元禄七年初夏素龍書写奥書

個人
- 尖頭状石器一括・有舌尖頭器22本（附：石核2箇） 福井県永平寺町鳴鹿山鹿出土

法人 　
- 尊号真像銘文 親鸞筆（所在不明）

個人
- 刀 無銘 伝備中依真[8]

個人
- 大音家文書（5,746通） 49巻、2帖、576冊、2,903通、7鋪、81綴、515枚[3][4]

## 山梨県

### 一覧 (1)
3件以上の重要文化財を有する社寺、博物館等で、ウィキペディア日本語版に記事があり、かつ、記事中に当該社寺、博物館等所有の文化財一覧が含まれているものについては、本欄に記載する。
以下の社寺等が所蔵する重要文化財については、リンク先の当該社寺等の項目を参照のこと。
- 甲斐善光寺
- 久遠寺
- 向嶽寺
- 大善寺
- 放光寺

### 一覧 (2)
一覧 (1) に記載した以外の社寺等所有の文化財については以下に記載する。
山梨県（山梨県立博物館保管）
- 紙本淡彩陶道明聴松図
- 絹本著色法然上人絵伝 2幅

山梨県（山梨県立考古博物館保管）
- 深鉢形土器 山梨県塩山市上萩原字殿林出土
- 山梨県一の沢遺跡出土品（縄文時代）
- 山梨県酒呑場遺跡出土品（縄文時代）

 一蓮寺  甲府市太田町
- 絹本著色釈迦三尊十八羅漢像 3幅

 武田神社  甲府市古府中町
- 太刀 銘一（吉岡一文字）

 長禅寺 　甲府市愛宕町
- 絹本著色武田信虎夫人像 武田信廉筆

仁勝寺 甲府市小瀬町
- 木造聖徳太子立像
- 鰐口 貞応三年銘

大泉寺 甲府市古府中町
- 絹本著色武田信虎像
- 絹本墨画松梅図 呉太素筆

常説寺 甲斐市吉沢
- 白輿

永源寺 中央市下河東
- 木造聖観音立像

歓盛院 中央市下三條
- 木造薬師如来坐像

 願成寺  韮崎市神山町鍋山
- 木造阿弥陀如来及両脇侍像

 菅田天神社  甲州市塩山上於曽　
- ○小桜韋威鎧　兜・大袖付

恵林寺 甲州市塩山小屋敷
- 太刀 銘来国長
- 短刀 銘備州長船倫光 応安二年八月日

 棲雲寺  甲州市大和町木賊
- 木造普応国師坐像 文和二年、法眼院広・法橋院遵等の銘あり

 浅間神社  笛吹市一宮町一宮
- 紺紙金泥般若心経 後奈良院宸翰

 称願寺  笛吹市御坂町上黒駒
- 木造他阿上人真教坐像

 大蔵経寺  笛吹市石和町松本
- 絹本著色仏涅槃図

 福光園寺  笛吹市御坂町大野寺
- 木造吉祥天及び二天像 寛喜三年蓮慶作

 美和神社  笛吹市御坂町二之宮
- 木造大物主神立像

釈迦堂遺跡博物館組合 笛吹市一宮町
- 釈迦堂遺跡出土品

 海岸寺  北杜市須玉町上津金
- 木造千手観音立像

南アルプス市
- 山梨県鋳物師屋遺跡出土品（縄文時代）

 古長禅寺  南アルプス市鮎沢
- 木造夢窓疎石坐像 延文二年行成等作

 法善寺  南アルプス市加賀美
- 大般若経 561巻

浅間神社 南アルプス市江原
- 木造浅間神像1基（附木造宮殿2基）

宝珠寺 南アルプス市山寺
- 木造大日如来及四波羅蜜菩薩坐像

 北口本宮冨士浅間神社  富士吉田市上吉田
- 太刀 銘備州長船経家 文安二年二月日 附:糸巻太刀拵

 一宮浅間神社  西八代郡市川三郷町高田　
- 神獣鏡 赤鳥元年五月廿五日在銘 山梨県鳥居原狐塚古墳出土

明王寺 南巨摩郡富士川町舂米
- 木造薬師如来立像
- 鰐口 貞応三年銘

大聖寺 南巨摩郡身延町八日市場
- 木造不動明王坐像

浅間神社 南都留郡忍野村忍草
- 木造女神坐像1躯（伝木花咲耶姫）・木造男神坐像2躯（伝鷹飼及犬飼）

個人
- 仁王経疏

個人
- 紋散透鐔 金象嵌銘林又七

## 長野県

### 一覧 (1)
3件以上の重要文化財を有する社寺、博物館等で、ウィキペディア日本語版に記事があり、かつ、記事中に当該社寺、博物館等所有の文化財一覧が含まれているものについては、本欄に記載する。
以下の社寺、博物館等が所蔵する重要文化財については、リンク先の当該社寺、博物館等の項目を参照のこと。
- 牛伏寺
- サンリツ服部美術館
- 諏訪大社
- 善光寺

### 一覧 (2)
一覧 (1) に記載した以外の社寺等所有の文化財については以下に記載する。
長野県（長野県立歴史館保管）
- 鳥羽院庁下文（天養二年七月九日）
- 長野県吉田川西遺跡土壙出土品（平安時代）
- 長野県日向林B遺跡出土品（旧石器時代）

長野市（真田宝物館保管）
- 大太刀 銘備中国住人□□延文六年二月日

大勧進 長野市元善町
- 善光寺の項を参照

大本願 長野市元善町
- 善光寺の項を参照

世尊院 長野市元善町
- 銅造釈迦涅槃像

戸隠神社 長野市戸隠
- 牙笏
- 法華経残欠4巻（戸隠切）藤原定信筆

清水寺（保科） 長野市若穂保科
- 木造聖観音立像
- 木造千手観音及脇侍地蔵菩薩像
- 木造阿弥陀如来立像
- 木造薬師如来坐像
- 木造広目天・多聞天立像
- 絹本著色両界曼荼羅図
- 鉄鍬形 金銅雲竜紋象嵌

蓮台寺 長野市若穂綿内
- 木造阿弥陀如来坐像

瀬脇観世音保存会 長野市七二会
- 木造聖観音立像

観音寺 長野市信更町下平
- 木造十一面観音立像

蓮香寺 長野市川中島町原
- 木造伝子安荒神坐像 天文十二年銘（長野市篠ノ井山布施村山 三宝寺所在）

清水寺（松代） 長野市松代町西条
- 木造千手観音立像
- 木造観音菩薩立像
- 木造地蔵菩薩立像

個人
- 銅造観音菩薩立像（長野市吉字山千寺 旧山千寺所在）

長雲寺 千曲市稲荷山荒町
- 木造愛染明王坐像 久七作

智識寺 千曲市上山田八坂
- 木造十一面観音立像

岩殿寺 東筑摩郡筑北村坂北別所
- 金銅十一面観音釈迦聖観音像御正体（三所権現懸仏）
- 木造大日如来坐像（筑北村坂北仁熊 仁熊大日堂所在）

福満寺 東筑摩郡麻績村日
- 木造薬師如来及び両脇侍像
- 木造毘沙門天・不動明王像

 福王寺  佐久市協和　
- 木造阿弥陀如来坐像 建長二年銘

金台寺 佐久市野沢廿二町
- 紙本著色一遍上人絵伝 巻第二
- 他阿上人自筆仮名消息

諏訪神社 南佐久郡小海町豊里
- 梵鐘 弘安二年銘

御代田町
- 長野県川原田遺跡出土品（縄文時代）

セゾン現代美術館 北佐久郡軽井沢町長倉芹ケ沢
- 鉄仏餉鉢 応安七年銘

上田市（上田市立博物館保管）
- 小文地桐紋付韋胴服
- 反射望遠鏡 国友一貫斎作 天保五年銘（附：覚書）

 生島足島神社  上田市下之郷中池西
- 生島足島神社文書（内永禄九、十年起請文83通）94通

中禅寺 上田市前山
- 木造薬師如来坐像 附 木造神将立像

長福寺 上田市下之郷
- 銅造菩薩立像

安楽寺 上田市別所温泉
- 木造惟仙和尚坐像 嘉暦四年作
- 木造恵仁和尚坐像 嘉暦四年作

 大法寺  小県郡青木村当郷
- 木造十一面観音立像及脇侍普賢菩薩立像

教念寺 諏訪市小和田
- 絹本著色羅漢像 2幅

茅野市（茅野市尖石縄文考古館保管）
- ○土偶 長野県棚畑遺跡出土
- ○土偶 長野県中ッ原遺跡出土（附：土器8点）

岡谷市（市立岡谷美術考古館保管）
- 顔面把手付深鉢形土器 長野県岡谷市小尾口海戸遺跡出土

富士見町 諏訪郡富士見町（井戸尻考古館保管）
- 長野県藤内遺跡出土品（縄文時代）
- 土偶 長野県坂上遺跡出土

伊那市（伊那市創造館保管）　
- 顔面付釣手形土器 長野県伊那市富県御殿場遺跡出土

開善寺 飯田市上川路
- 絹本著色八相涅槃図
- 画文帯四仏四獣鏡 飯田市御猿堂古墳出土

建福寺 伊那市高遠町西高遠
- 紙本墨画観音竜虎図 狩野興以筆

無量寺 上伊那郡箕輪町東箕輪
- 木造阿弥陀如来坐像

個人 上伊那郡辰野町上島（管理団体：辰野町）
- 木造十一面観音立像 妙海作、元亨三年銘（普門院観音堂所在）

光明寺 飯田市久米
- 木造阿弥陀如来坐像

鳩ヶ嶺八幡宮 飯田市八幡町
- 木造誉田別尊坐像

瑠璃寺 下伊那郡高森町大島山
- 木造薬師如来及両脇侍像

松本市（松本市図書館保管）
- 宋版漢書60冊 慶元刊本 内6冊補配本

松本市（松本市立博物館保管）
- 孔雀文磬

真光寺 松本市梓川上野
- 木造阿弥陀如来及両脇侍像 中尊建仁三年銘

碌山美術館 安曇野市穂高
- 北条虎吉像 荻原守衛作 石膏原型

木舟部落 大町市社
- 鉄鰐口 安貞二年銘

覚音寺 大町市八坂藤尾
- 木造千手観音立像 像内納入木札に治承三年とあり（附:銅鏡菊双雀文様）
- 木造持国天・多聞天立像

仁科神明宮 大町市社宮本
- 御正体 5面（附 御正体11枚）
- 木造棟札 27枚

観松院 北安曇郡松川村町屋
- 銅造菩薩半跏像

中野市（中野市立博物館保管）
- 長野県柳沢遺跡出土品（弥生時代）

個人
- 鉄鐘 浅科村御牧ヶ原出土

個人（伊那市創造館保管）
- 長野県神子柴遺跡出土品

個人
- 刀 無銘長谷部（1956年指定）[9]

## 岐阜県

### 一覧 (1)
3件以上の重要文化財を有する社寺、博物館等で、ウィキペディア日本語版に記事があり、かつ、記事中に当該社寺、博物館等所有の文化財一覧が含まれているものについては、本欄に記載する。
以下の社寺等が所蔵する重要文化財については、リンク先の当該社寺等の項目を参照のこと。
円鏡寺、乙津寺、願興寺、長瀧寺、長滝白山神社、南宮大社、飛騨国分寺、日吉神社、養老寺、横蔵寺

### 一覧 (2)
一覧 (1) に記載した以外の社寺等所有の文化財については以下に記載する。
岐阜県（岐阜県立多治見工業高等学校保管）
- 岐阜県元屋敷陶器窯跡出土陶器390点

岐阜県（岐阜県美術館保管）
- 裸婦 山本芳翠筆

岐阜市
- 岐阜県老洞一号窯跡出土品（奈良時代）

 延算寺  岐阜市岩井
- 木造薬師如来立像

 護国之寺  岐阜市長良雄総
- ○金銅獅子唐草文鉢

 常在寺  岐阜市梶川町
- 絹本著色斎藤道三像・斎藤義龍像

 真長寺  岐阜市三輪
- 木造釈迦如来坐像

 美江寺  岐阜市美江寺町
- 乾漆十一面観音立像

伊奈波神社 岐阜市伊奈波通
- 太刀 銘景依造

誓願寺 岐阜市伊奈波通
- 絹本著色兜率天曼荼羅図

円徳寺 岐阜市神田町
- 楽市楽座制札 4枚（織田信長百姓帰住制札1枚）

岩滝山奉賛会 岐阜市岩滝東
- 木造毘沙門天立像

慈恩寺 岐阜市溝口中
- 木造千手観音坐像

 円興寺  大垣市青墓町
- 木造聖観音立像

 美濃国分寺  大垣市青野町
- 木造薬師如来坐像

 明星輪寺  大垣市赤坂
- 木造地蔵菩薩半跏像

徳勝寺 大垣市青柳町
- 梵鐘 弘安三年銘

山田寺 各務原市蘇原寺島町
- 美濃国稲葉郡山田寺塔心礎納置銅壺（附 塔心礎）

臨川寺 関市小屋名
- 木造菩薩坐像 2躯

新長谷寺 関市長谷寺町
- 厨子入木造阿弥陀如来立像
- 木造十一面観音立像

春日神社 関市南春日町
- 能装束39点（附24点）- 明細は春日神社の項を参照。
- 木造能狂言面53面（附 古楽面8面）

汾陽寺 関市武芸川町谷口
- 絹本著色仏涅槃図

永泉寺 多治見市池田町
- 木造聖観音立像

 永保寺  多治見市虎渓山町
- 絹本著色千手観音像

土岐市（土岐市美濃陶磁歴史館保管）
- 岐阜県元屋敷陶器窯跡出土品

 榊山神社  中津川市福岡　
- 太刀 銘吉則

東円寺 中津川市東宮町
- 木造薬師如来坐像

神明神社 中津川市苗木
- 太刀 銘備前国長船住近景

春日神社 本巣市根尾神所
- 能装束
  - 紺地白鷺文繍狩衣
  - 紅地牡丹唐草文黄緞狩衣
  - 茶海気狩衣
  - 白地草花文描絵角帽子2頭

 来振寺  揖斐郡大野町稲富
- ○絹本著色五大尊像 降三世明王に寛治二年、軍荼利明王に同四年の銘あり

 清水寺  加茂郡富加町加治田
- 木造十一面観音坐像

華厳寺 揖斐郡揖斐川町谷汲徳積
- 木造毘沙門天立像
- 絹本著色三十三所観音像

 真禅院  不破郡垂井町宮代朝倉
- 梵鐘

飛騨市
- 岐阜県中野山越遺跡出土品（縄文時代）

高山市
- 浅鉢形土器2箇 岐阜県高山市片野町糠塚遺跡第一号住居跡出土（附：土器残欠・石器類一括）

 安国寺  高山市国府町西門前
- 塑造瑞巌和尚坐像（頭部木造）本瑞作、明徳三年銘（附:木造須弥壇・像内納入経）

 崇教真光   高山市上岡本町
- ○太刀 銘康次
- 太刀 銘了戒

大師講 郡上市白鳥町石徹白
- 銅造虚空蔵菩薩坐像

 慈恩寺  郡上市八幡町島谷　
- 花園天皇宸翰消息

 那比新宮神社  郡上市八幡町那比
- 那比新宮信仰資料

 星宮神社  郡上市美並町高砂
- 大般若経 巻第百十三残巻（天暦七年錦村主実貫願経）

 森水無八幡神社  下呂市森　
- 木造神像10躯

個人
- 寸松庵色紙（ふみわけて）

法人
- 銅造菩薩立像
- 絹本著色閻魔天像
- 絹本著色愛染明王像
- 絹本著色宝楼閣曼荼羅図
- 絹本墨画雲竜図 円山応挙筆 六曲一双
- ○入唐求法巡礼行記
- 源氏物語 早蕨
- 古今和歌集 藤原定家筆
- 雲居寺結縁経後宴歌合
- 源頼朝文書（3通）1巻
- 近江国司解 天平十八年七月十一日
- 大般若経 巻第九十五（池上内親王願経）
- 唯識義私記6帖
- 前右衛門佐源経仲歌合・出羽守経仲歌合

個人
- 太刀 銘兼氏（1952年指定）

個人
- 太刀 銘正恒（1913年指定）

個人
- 二木長嘯収集石器類50箇（附神代石図1巻、二木長嘯・木内石亭書状52通）

個人
- 太刀 銘遠近（所在不明）

## 静岡県

### 一覧 (1)
3件以上の重要文化財を有する社寺、博物館等で、ウィキペディア日本語版に記事があり、かつ、記事中に当該社寺、博物館等所有の文化財一覧が含まれているものについては、本欄に記載する。
以下の社寺、博物館等が所蔵する重要文化財については、リンク先の当該社寺、博物館等の項目を参照のこと。
伊豆山神社、MOA美術館（世界救世教）、久能山東照宮、佐野美術館、大福寺、西山本門寺、富士山本宮浅間大社、本興寺、三嶋大社、妙法華寺

### 一覧 (2)
一覧 (1) に記載した以外の社寺等所有の文化財については以下に記載する。
静岡県（静岡県立美術館保管）
- 紙本著色蘭亭曲水龍山勝会図 池大雅筆 宝暦十三年 六曲一双
- 山背国愛宕郡天平四年計帳残巻
- 写経奉請状（天平勝宝四年四月）
- 後嵯峨上皇幸西園寺詠翫花和歌并序（唐紙）（金沢文庫本）

静岡市 （静岡市立登呂博物館保管）
- 静岡県登呂遺跡出土品

宝台院 静岡市葵区常磐町
- 木造阿弥陀如来立像

新光明寺 静岡市葵区伝馬町
- 木造阿弥陀如来立像

 静岡浅間神社 （神部神社浅間神社大歳御祖神社） 静岡市葵区宮ケ崎町
- 太刀 銘長船住人長光

 清見寺  静岡市清水区興津清見寺町
- 宋版石林先生尚書伝 自巻第一至第四 紹興二十九年仲夏刊記

 御穂神社  静岡市清水区三保
- 太刀 無銘（附 糸巻太刀拵）

鉄舟寺 静岡市清水区村松
- ○法華経（久能寺経）19巻
- 錫杖 康治元年銘

 修禅寺  伊豆市修善寺
- 木造大日如来坐像 承元四年実慶作

伊豆の国市
- 石櫃 静岡県伊豆長岡町大北二十四号横穴出土（附：須恵器一括）

江川文庫 伊豆の国市韮山韮山
- 韮山代官江川家関係資料
- 江川家関係写真461点

 願成就院  伊豆の国市寺家
- ○木造阿弥陀如来坐像・不動明王及二童子立像・毘沙門天立像 運慶作（附：五輪塔形木札4枚 文治二年銘）

天神神社 下田市蓮台寺
- 木造大日如来坐像

長谷寺 下田市田牛
- 木造阿弥陀如来坐像

 光長寺  沼津市岡宮
- 宝物集 巻第一 弘安十年日春書写奥書（附：原表紙）

日枝神社 沼津市平町
- 紙本著色山王霊験記1巻

般若院 熱海市伊豆山
- 木造伊豆山権現立像

函南町 （かんなみ仏の里美術館保管）
- 木造阿弥陀如来及両脇侍像 実慶作

伊那下神社 賀茂郡松崎町松崎
- 松藤双鶴鏡

修福寺 賀茂郡南伊豆町湊
- 大般若経（内15巻安永二年補写）大治五年奥書 539巻

御殿場市
- 手焙形土器 静岡県駿東郡小山町西沢出土

瑞林寺 富士市松岡
- 木造阿弥陀如来坐像 治承元年康慶作

 大石寺  富士宮市上条
- 日蓮自筆遺文 26巻
- 太刀 銘吉用

北山本門寺 富士宮市北山
- 貞観政要 巻第一 日蓮筆 2巻
- 細字金字法華経（藍紙）1巻

成道寺 焼津市一色
- 絹本墨画淡彩芦葉達磨図 一山一寧賛

慶寿寺 島田市大草
- 絹本著色釈迦十六善神像

智満寺 島田市千葉
- 木造千手観音立像
- 木造阿弥陀如来及諸尊刻出龕

磐田市（磐田市埋蔵文化財センター保管）
- 静岡県明ヶ島古墳群出土土製品1064点

平田寺 牧之原市大江
- ○聖武天皇勅書

 法多山尊永寺  袋井市豊沢　
- 金銅五種鈴

浜松市
- 刺繍不動明王二童子像掛幅（浜松市美術館保管）

 秋葉神社  浜松市天竜区春野町領家
- 太刀 銘安縄
- 太刀 銘来国光
- 太刀 銘弘次

 岩水寺  浜松市浜北区根堅
- 木造地蔵菩薩立像 運覚作（附：像内納入品）

 方広寺  浜松市北区引佐町奥山
- 木造釈迦如来及両脇侍坐像 観応三年院吉・院広・院遵作

 龍潭寺  浜松市北区引佐町井伊谷
- 宋版錦繍万花谷 3冊（金沢文庫本）

 井伊谷宮  浜松市北区引佐町井伊谷
- 太刀 銘国綱

摩訶耶寺 浜松市北区三ヶ日町摩訶耶
- 木造千手観音立像
- 木造不動明王立像

平野美術館 浜松市中区元浜町
- 紫地段花菱円文散草花模様縫箔小袖（附鬘巻）

 妙立寺  湖西市吉美
- 紺紙銀界金字法華経（開結共）10巻 保延四年（1138年）五月一六日藤原基衡願経

法人
- ○太刀 銘一
- 太刀 銘真長（1954年指定）
- 沈金獅子牡丹文長覆輪太刀拵

個人
- 金地著色春夏山水図 伝雲谷等顔筆 六曲一双

個人
- 冷泉為相消息 二月一日出羽前司宛（所在不明）

個人
- 法門百首

個人
- 短刀 銘相模国住人広光 延文五年八月日（所在不明）

個人
- 短刀 銘則重（1940年指定）（所在不明）

個人
- 太刀 銘包永（1942年指定）
- 短刀 銘光包（名物乱光包）

個人
- 金銅聖観音像懸仏 文永六年銘

個人
- 太刀 銘行秀（1955年指定）（佐野美術館保管）

個人
- 太刀 銘久国（1939年指定）[11]

## 愛知県

### 一覧 (1)
3件以上の重要文化財を有する社寺、博物館等で、ウィキペディア日本語版に記事があり、かつ、記事中に当該社寺、博物館等所有の文化財一覧が含まれているものについては、本欄に記載する。
以下の社寺、博物館等が所蔵する重要文化財については、リンク先の当該社寺、博物館等の項目を参照のこと。
愛知県陶磁美術館、愛知県美術館、熱田神宮、大須観音（宝生院）、尾張国分寺、猿投神社、甚目寺、昭和美術館（後藤報恩会）、全久院、長興寺、徳川美術館（徳川黎明会）、名古屋市博物館、名古屋市蓬左文庫、普門寺、妙興寺

### 一覧 (2)
一覧 (1) に記載した以外の社寺等所有の文化財については以下に記載する。
愛知県
- 愛知県美術館保管分は同館の項を参照
- 愛知県陶磁美術館保管分は同館の項を参照

愛知県（愛知県埋蔵文化財調査センター保管）
- 愛知県朝日遺跡出土品（弥生時代）

名古屋市（名古屋城所在）	
- 旧本丸御殿障壁画 331面（附16面） - 明細は名古屋城の項を参照。
- 旧本丸御殿天井板絵 331面（附369面）

名古屋市
- 名古屋市博物館保管分は同館の項を参照
- 名古屋市蓬左文庫保管分は同文庫の項を参照

J.フロントリテイリング史料館　名古屋市中区栄
- 染分綸子地御所車花鳥文様繍箔小袖
- 能装束4領（紺地菖蒲蓬菊桐文様小袖、萌黄地紋入格子縞藤文様片身替厚板、薄黄地紋入格子鱗文様片裾厚板、茶地紋入格子文様厚板）

名古屋刀剣ワールド 名古屋市中区栄（所有者：名古屋市中区丸の内 東建コーポレーション）
- 太刀 銘国行（1952年指定）
- 刀 無銘 伝国俊（1941年指定）
- 太刀 銘来国光（1935年指定）
- 〇短刀銘来国光（名物有楽来国光）
- 短刀 銘来国光（名物塩川来国光）（附：鎺 銘うめたた寿斎）
- 短刀 銘光包 延慶二年二月日
- 刀 無銘 吉岡一文字（1957年指定）
- 太刀 銘備州長船住景光 正和五年十月日
- 短刀 銘備州長船住長義 正平十五年五月日
- 太刀 銘備州長船住成家 貞治二二（四）年十二月日
- 刀 無銘 貞宗（1954年指定）

 真宗大谷派名古屋別院  名古屋市中区橘
- 紙本墨画淡彩四季山水図 六曲屏風一双

長福寺（七寺） 名古屋市中区大須
- 木造観音菩薩・勢至菩薩坐像
- 七寺一切経 
  - 一切経 3,398巻・1,556帖
  - 黒漆一切経唐櫃（中蓋・内箱共）30合

地蔵院 名古屋市熱田区白鳥
- 絹本著色騎馬武者像（伝足利尊氏像）

宝勝院 名古屋市熱田区神戸町
- 木造阿弥陀如来立像・像内納入品

名古屋大学 名古屋市千種区不老町
- 交代寄合西高木家関係資料 一括（名古屋大学附属図書館保管）[13]

東海旅客鉄道（株） 名古屋市中村区名駅（名古屋市港区金城ふ頭 リニア・鉄道館保管）
- ホジ六〇一四号蒸気動車 1両 大正二年、汽車製造株式会社製[13]

聖徳寺 名古屋市北区福徳町
- 紙本白描絵因果経（巻第二上断簡）1巻

天永寺護国院 名古屋市北区楠味鋺
- 絹本著色千手観音二十八部衆像

長母寺 名古屋市東区矢田
- 木造無住和尚坐像
- 無住道暁筆文書
  - 六祖偈
  - 置文（嘉元三年三月七日）
  - 夢想記

 龍泉寺  名古屋市守山区竜泉寺
- 木造地蔵菩薩立像

 笠覆寺  名古屋市南区笠寺町上新町
- 色紙墨書妙法蓮華経 巻第五

 性海寺  稲沢市大塚南
- 木製漆塗彩色金銅種子装五輪塔（性海双円塔）（附：塔内納入品）

萬徳寺 稲沢市長野
- 輪宝羯磨獅子蒔絵戒体箱
- 金銅宝相華唐草文透彫経筒 附 紺紙金字法華経巻第一
- 紙胎漆塗彩絵華籠 6枚 附　曲物笥2口

亀翁寺 稲沢市北市場町
- 木造虚空蔵菩薩坐像

安楽寺 稲沢市船橋町 
- 木造十一面観音立像
- 木造阿弥陀如来坐像
- 木造釈迦如来坐像

安楽寺 稲沢市奥田町
- 木造阿弥陀如来及両脇侍坐像

無量光院 稲沢市中之庄町辻畑
- 木造阿弥陀如来及両脇侍坐像 建仁二年寛慶作

法華寺 稲沢市法花寺町
- 木造薬師如来坐像

 長光寺  稲沢市六角堂東町
- 鉄造地蔵菩薩立像 文暦□（二）年銘

法蔵寺 あま市中橋郷中
- 鉄造地蔵菩薩立像 寛喜二年銘

 高田寺  北名古屋市高田寺
- 木造薬師如来坐像

メナード美術館 小牧市小牧（所有者は名古屋市中区丸の内 日本メナード化粧品株式会社）
- 紙本著色三十六歌仙切（興風）佐竹家伝来

 正眼寺  小牧市三ツ渕
- 銅造誕生釈迦仏立像

賢林寺 小牧市藤島町居屋敷
- 木造十一面観音坐像[3][4]

 深川神社  瀬戸市深川町
- 陶製狛犬

定光寺 瀬戸市定光寺町
- 太刀 銘助重
- 太刀 銘守家

 犬山城白帝文庫  犬山市犬山
- 短刀 銘左安吉作 正平十二年二月日

薬師寺 犬山市犬山
- 木造薬師如来坐像

 博物館明治村  犬山市内山
- リング精紡機

曼陀羅寺 江南市前飛保町寺町
- 絹本著色浄土五祖像5幅
- 銅鐘（朝鮮鐘）

禅林寺　一宮市浅野字前林
- 木造薬師如来坐像

真清田神社 一宮市真清田
- 木造舞楽面12面
- 朱漆角切盤8枚、朱漆入角盤12枚、朱漆擎子5枚（附 銅鋺5口、銅皿20枚）

津島神社 津島市神明町
- 太刀 銘真守
- 剣 銘長光

蓮光寺 津島市白浜町林造
- 絹本著色二河白道図

西光寺 津島市米之座町
- 木造地蔵菩薩立像

 密蔵院  春日井市熊野町
- 木造薬師如来立像

 林昌院  春日井市田楽町
- 絹本著色聖宝像

 斉年寺  常滑市大野町
- ○紙本墨画淡彩慧可断臂図 雪舟筆

中之坊寺 常滑市金山屋敷
- 絹本著色仏涅槃図 周四郎筆

八社神社 知多市金沢
- 梵鐘 宝治元年銘

 常楽寺  半田市東郷町
- 木造阿弥陀如来立像 弘長三年、法橋円覚の銘あり

 龍照院  海部郡蟹江町大字須成
- 木造十一面観音立像 寿永元年、仏師僧教円の銘あり

岩屋寺 知多郡南知多町山海字間草
- 金銅法具類（五鈷杵1、五鈷鈴1、金剛盤1、火舎1、花瓶2、灑水器1、塗香器1、飲食器1、六器6）
- 大蔵経5,463帖（宋版5,157帖、和版111帖、写本195帖）（附 宝徳三年目録2帖、目録残巻1巻、千賀重親筆書状1通、智鋒筆修補大蔵経願文1通）

野間大坊（大御堂寺） 知多郡美浜町野間東畠ケ
- 絹本著色義朝最期図・頼朝先考供養図
- 梵鐘建長二年

大樹寺 岡崎市鴨田町広元
- 絹本墨画淡彩如意輪観音図
- 大方丈障壁画 冷泉為恭筆49面（附96面1巻） - 明細は大樹寺の項を参照。

滝山東照宮 岡崎市滝町山籠
- 太刀 銘正恒（附 糸巻太刀拵）
- 太刀 銘長光（附 糸巻太刀拵）

 真福寺  岡崎市真福寺町薬師山
- 木造慈恵大師坐像 文永十一年銘

 滝山寺  岡崎市滝町山籠
- 木造観音菩薩立像及梵天・帝釈天立像

妙源寺 岡崎市大和町字沓市場
- 絹本著色善光寺如来絵伝3幅
- 絹本著色法然上人絵伝3幅
- 絹本著色親鸞上人絵伝3幅
- 絹本著色光明本尊3幅

満性寺 岡崎市菅生町字元菅
- 色紙阿弥陀経

昌光律寺 岡崎市伊賀町字南郷中
- 鉦鼓用引架

庚申講 岡崎市鹿勝川町
- 木造兜跋毘沙門天立像2躯

安城市 （安城市歴史博物館保管）
- 人面文壺形土器（弥生時代）

本證寺 安城市野寺町野寺
- 絹本著色善光寺如来絵伝
- 絹本著色聖徳太子絵伝

西尾市（西尾市岩瀬文庫保管）
- 後奈良天皇宸翰般若心経

花岳寺 西尾市吉良町岡山字山王山
- 後柏原天皇宸翰消息

専長寺 西尾市吉良町吉田斉藤久
- 木造阿弥陀如来坐像

海徳寺 碧南市音羽町
- 木造阿弥陀如来坐像

勝善寺 蒲郡市坂本町
- 梵鐘 寛喜二年銘

豊田市
- 愛知県豊田大塚古墳出土須恵器

如意寺 豊田市力石町黒見
- 絹本著色親鸞上人絵伝 3幅

平勝寺 豊田市綾渡町
- 木造観音菩薩坐像 平治元年銘

 豊川稲荷 （妙厳寺） 豊川市豊川町
- 木造地蔵菩薩立像 2躯

 菟足神社  豊川市小坂井町
- 大般若経（内版本9巻）585巻 自安元二年至治承三年研意智一筆経

 財賀寺  豊川市財賀町観音山
- 木造金剛力士立像

 大恩寺  豊川市御津町広石御津山
- 絹本著色王宮曼荼羅図

 三河国分寺  豊川市八幡町本郷　
- 梵鐘

法住寺 豊川市御津町赤根百々
- 木造千手観音立像

豊橋市（豊橋市美術博物館保管）
- 愛知県馬越長火塚古墳出土品

 赤岩寺  豊橋市多米町字赤岩山
- 木造愛染明王坐像

東観音寺 豊橋市小松原町字坪尻
- 金銅馬頭観音御正体 文永八年銘
- 木造阿弥陀如来坐像

正宗寺 豊橋市嵩山町字上角庵
- 旧方丈障壁画 長沢芦雪筆 42幅
  - 紙本淡彩波濤図 12
  - 紙本墨画西園雅集図 6
  - 紙本淡彩蘭亭曲水図 8
  - 紙本淡彩花鳥図 8
  - 紙本淡彩楠に鶴図 8
  - 附 紙本墨画羅漢図 3

冨賀寺 新城市中宇利字高田
- 絹本著色三千仏名宝塔図 正慶二年竺仙梵僊賛

熊野神社 新城市巣山
- 木造阿弥陀如来坐像 寛元二年行慶作（附 木造観音菩薩坐像 建長二年鏡慶作）

林光寺 新城市庭野
- 木造薬師如来坐像 嘉応三年、仏師僧頼与、勧進僧良覚等の銘あり

田原市（田原市博物館保管）
- 渡辺崋山関係資料
- 絹本著色千山万水図 渡辺崋山筆

法人
- 紙本墨画淡彩一晴一雨図 浦上玉堂筆
- 紙本墨画淡彩山水図 浦上玉堂筆（鼓琴余事帖）1帖
- 紙本著色水仙鶉図
- 絹本著色普賢延命像
- 絹本著色仏眼曼荼羅図
- 藤原忠通書状
- 源大納言家歌合
- 古文書大手鑑 正月廿五日北畠顕家消息以下60通
- 五行大義
- 貞観政要
- 物語二百番歌合 藤原定家撰並奥書
- 新勅撰和歌集 藤原定家奥書
- 六条宰相家歌合 永久四年
- 源氏物語51帖 桐壺巻 元応二年十月書写奥書 夢浮橋巻 慶長十九年仲春後陽成天皇跋
- 太平記13冊
- 法華経（装飾経）8巻
- 藤原有家筆一品経懐紙（信解品・述懐）附 後西天皇宸筆有家略伝
- 三河物語 上中下3冊 自筆本
- 後村上天皇宸翰書状 1巻1幅
- 範永宅歌合・越中守頼家歌合
- 和歌真字序
- 大覚禅師墨蹟 諷誦文残欠

個人
- 紙本著色藤原敏行像（佐竹本三十六歌仙切）
- 古今和歌集残巻（筋切本）
- 古今和歌集残巻（関戸本）
- 藤原信綱筆懐紙（くれなゐの）

個人
- 紙本著色源宗于像（佐竹本三十六歌仙切）

個人
- 紙本墨画四州真景図（1巻）・紙本著色四州真景図（3巻）渡辺崋山筆 4巻
- 紙本著色山海奇賞図 椿椿山筆 3巻

個人
- 紙本墨画淡彩渡辺崋山像画稿 椿椿山筆 6枚

個人
- 紙本著色三十六歌仙切（敦忠）佐竹家伝来
- 紙本著色駿牛図断簡
- 貫之集下断簡（石山切、紀将歌集第十）
- 織部角形鉢
- 古伊賀花生

個人
- 大鏡6巻

個人
- 明極楚俊墨蹟 与放牛光林法語 嘉暦己巳孟秋上澣三日（所在不明）

個人
- 樵隠悟逸墨蹟 与友山士思語 元統三年十一月旦

個人
- 寸松庵色紙（しらゆきの）附:金地著色山水図（扇面）、貼込帖

個人
- 論語集解 巻第五、六欠 4巻 虎関師錬筆

個人
- 紙本墨画政黄牛図 石渓心月賛
- 石渓心月墨蹟 石牕墨蹟跋 宝祐甲寅
- 仏鑑禅師墨蹟 尺牘（1959年指定）（所在不明）
- 癡絶道冲墨蹟 淳祐甲辰七月四日[16]
- 古今和歌集 巻第九断簡（伝俊頼筆、甲斐国に）[16]
- 楽焼黒茶碗（大黒）長次郎作[16]
- 古伊賀花生（芙蓉）[16]

個人
- 短刀銘了戒（秋田了戒）（1933年指定）

個人
- 太刀 銘順慶（1935年指定）（所在不明）

個人
- 短刀 朱銘志津光徳（花押）（稲葉志津）

個人
- 刀 無銘 来国光（1960年指定）

個人
- 短刀 銘備中国住次直作 延文三年十二月日
- 刀 銘出羽大掾藤原国路（1959年指定）

個人
- 太刀 銘近房（1936年指定）
- 薙刀 銘是介
- 刀 銘長曽祢興里入道乕徹（1959年指定）

個人
- 刀 無銘 伝守利

個人
- 袈裟襷文銅鐸 福井県坂井郡大石村井向出土

個人
- 菊花文三耳壺 丹波

個人
- 銹絵松鶴図六角皿 尾形乾山作 尾形光琳画 宝永七年銘

個人（岡崎市三河武士のやかた家康館保管）
- 黒糸威胴丸具足 鹿角脇立・小具足付（本多忠勝所用）（附 紙本著色本多忠勝像）

## 補遺
- 仏鑑禅師墨蹟 尺牘（1958年指定）

旧所在新潟県。文化庁の「国指定文化財等データベース」は本物件の所在を愛知県とするが、新潟県から愛知県への所在地変更については、文化財ナビ愛知等の他の公的資料から確認できない。

## 関連文献
- 文部省宗教局保存課編・刊行『国宝（宝物類）目録』、1940（参照：）
- 文化財保護委員会編・刊行『重要文化財目録 美術工芸品』、1952
- 文化財保護委員会編・刊行『指定文化財総合目録 昭和33年版（美術工芸品扁）』、1958
- 文化財保護委員会編・刊行『指定文化財総合目録 昭和43年版（美術工芸品扁）』、1968
- 文化庁編『国宝・重要文化財総合目録（美術工芸品編）』、1980、第一法規
- 文化庁監修『重要文化財』（全31巻別巻2巻）、毎日新聞社、1972-1982
- 文化庁監修『国宝・重要文化財大全』（全12巻別巻1巻）、毎日新聞社、1997-2000